# ミカエリス・メンテン式

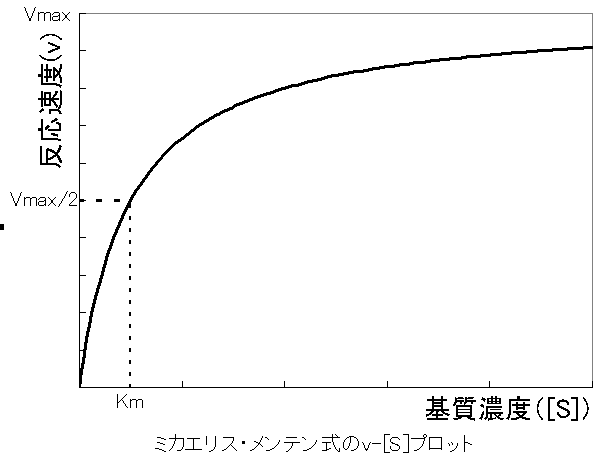
ミカエリス・メンテン式のプロット

ミカエリス・メンテン式（ミカエリス・メンテンしき、英: Michaelis–Menten equation）とは、酵素の反応速度論に大きな業績を残したレオノール・ミカエリスとモード・レオノーラ・メンテンにちなんだ、酵素の反応速度v に関する式で、
{\displaystyle v\equiv {\frac {d[\mathrm {P} ]}{dt}}={\frac {V_{\mathrm {max} }[\mathrm {S} ]}{K_{\mathrm {m} }+[\mathrm {S} ]}}}
で表される。ここで、[P]は反応産物の濃度、[S]は基質濃度、Vmax は基質濃度が無限大のときの反応速度である。また、Km はミカエリス・メンテン定数と言い、v = Vmax /2（最大速度の半分の速度）を与える基質濃度を表す。この式をもとにしたモデルをミカエリス・メンテン動力学という。
この式により、反応速度v は
- 基質濃度が低い（[S] ≪ Km  ）ときはその濃度に比例
- 基質濃度が高い（[S] ≫ Km  ）ときはその濃度に無関係に最大速度 Vmax に収束

となることが分かる。

## 導出

### 迅速平衡法による導出
酵素（以下E）が基質（以下S）と結合して酵素基質複合体（以下ES）を形成、ESがEとSに戻るか反応生成物（以下P）を生成する一連の反応機構を以下のように仮定する。
{\displaystyle \mathrm {E} +\mathrm {S} \,{\overset {k_{+1}}{\underset {k_{-1}}{\rightleftharpoons }}}\,\mathrm {ES} \,{\overset {k_{+2}}{\longrightarrow }}\,\mathrm {E} +\mathrm {P} }
この反応は {\displaystyle \mathrm {E} +\mathrm {S} \Leftrightarrow \mathrm {ES} } と {\displaystyle \mathrm {ES} \rightarrow \mathrm {E} +\mathrm {P} } の2つの反応過程からできている。後者の反応を律速段階と仮定し反応速度定数を k+2と設定する。
{\displaystyle \mathrm {E} +\mathrm {S} \Leftrightarrow \mathrm {ES} } の反応は迅速に化学平衡に達していると仮定し、解離定数をKs と設定する。
{\displaystyle K_{\mathrm {s} }={\frac {[\mathrm {E} ][\mathrm {S} ]}{[\mathrm {ES} ]}}\cdots (1)}
仮定されている反応系に存在する酵素種は、基質と結合していない酵素Eと、基質Sと結合した酵素ESの2種類のみなので、全酵素濃度 [E]0 は両者の濃度の和に等しい。
{\displaystyle [\mathrm {E} ]+[\mathrm {ES} ]=[\mathrm {E} ]_{0}\cdots (2)}
[ES] を未知数として (1), (2) の連立方程式を解くと、
{\displaystyle [\mathrm {ES} ]={\frac {[\mathrm {E} ]_{0}[\mathrm {S} ]}{K_{\mathrm {s} }+[\mathrm {S} ]}}\cdots (3)}
最初に仮定した反応機構では単位時間当たりに産生される反応産物Pの量は酵素基質複合体ESと速度定数 k +2 の積で与えられる。
{\displaystyle v={\frac {d[\mathrm {P} ]}{dt}}=k_{+2}[\mathrm {ES} ]\cdots (4)}
(3) を (4) に代入して、
{\displaystyle v={\frac {k_{+2}[\mathrm {E} ]_{0}[\mathrm {S} ]}{K_{\mathrm {s} }+[\mathrm {S} ]}}\cdots (5)}
(4) 式から反応速度vは [ES] に比例することがわかるが、[ES] の最大値は (2) 式より [E]0である。したがって反応速度vの最大値Vmaxは次式となる。
{\displaystyle V_{\mathrm {max} }=k_{+2}[\mathrm {E} ]_{0}\cdots (6)}
(5), (6) より、
{\displaystyle v={\frac {V_{\mathrm {max} }[\mathrm {S} ]}{K_{\mathrm {s} }+[\mathrm {S} ]}}}

### 定常状態法による導出
系の別の解析がイギリスの植物学者ジョージ・エドワード・ブリッグズとイギリスの遺伝学者J・B・S・ホールデンによって1925年に行われた。迅速平衡法では {\displaystyle \mathrm {E} +\mathrm {S} \Leftrightarrow \mathrm {ES} } が迅速に平衡に達すると仮定されているため、{\displaystyle \mathrm {ES} \rightarrow \mathrm {E} +\mathrm {P} } の速度定数が {\displaystyle \mathrm {E} +\mathrm {S} \Leftrightarrow \mathrm {ES} } の速度定数よりもはるかに小さい反応にしか成り立たない。定常状態法によって求めることで一般の反応でも同様の式が成り立つことが証明される。
反応機構は同様で、{\displaystyle \mathrm {E} +\mathrm {S} \Leftrightarrow \mathrm {ES} } について右向きの速度定数をk+1 、左向きの速度定数をk-1 とする。
定常状態では各酵素種の経時的濃度変化はないので、
{\displaystyle {\begin{aligned}{\frac {d[\mathrm {E} ]}{dt}}&=(k_{-1}+k_{+2})[\mathrm {ES} ]-k_{+1}[\mathrm {E} ][\mathrm {S} ]=0\cdots (1)\\{\frac {d[\mathrm {ES} ]}{dt}}&=k_{+1}[\mathrm {E} ][\mathrm {S} ]-(k_{-1}+k_{+2})[\mathrm {ES} ]=0\cdots (2)\end{aligned}}}
この反応機構ではEとESしか酵素種が存在しないので
{\displaystyle [\mathrm {E} ]+[\mathrm {ES} ]=[\mathrm {E} ]_{0}\cdots (3)}
反応産物はESよりk+2の速度で生成されるので
{\displaystyle v={\frac {d[\mathrm {P} ]}{dt}}=k_{+2}[\mathrm {ES} ]\cdots (4)}
(1) または (2) 式と (3) 式を連立方程式とみなして [ES] を求めると
{\displaystyle [\mathrm {ES} ]={\frac {k_{+1}[\mathrm {E} ]_{0}[\mathrm {S} ]}{k_{-1}+k_{+2}+k_{+1}[\mathrm {S} ]}}\cdots (5)}
(5) 式を (4) 式に代入して速度v を得た後、分子分母をk+1 で割る。
{\displaystyle v={\frac {k_{+2}[\mathrm {E} ]_{0}[\mathrm {S} ]}{(k_{-1}+k_{+2})/k_{+1}+[\mathrm {S} ]}}\cdots (6)}
速度パラメーターとして
{\displaystyle V_{\mathrm {max} }=k_{+2}[\mathrm {E} ]_{0},\quad K_{\mathrm {m} }={\frac {k_{-1}+k_{+2}}{k_{+1}}}}
と定義すれば、(6) 式は
{\displaystyle v={\frac {V_{\mathrm {max} }[\mathrm {S} ]}{K_{\mathrm {m} }+[\mathrm {S} ]}}}
となる。

### 仮定と限界
導出における第一段階は、自由拡散を頼りにしている質量作用の法則を適用することである。しかし、高濃度のタンパク質が存在する生細胞の環境では、細胞質は自由に流れる液体というよりも粘性のあるゲルのように振る舞うことが多く、拡散による分子の動きが制限され、反応速度が変化する。質量作用の法則は不均質な環境では有効であるが、細胞質をフラクタルとしてモデル化する方が、その限定された移動性の動力学を表現するのに適している。
上記の2つのアプローチによって予測される結果の反応速度は類似しているが、唯一の違いは、迅速平衡近似では定数を{\displaystyle K_{d}}と定義するのに対し、準定常状態近似では{\displaystyle K_{\mathrm {M} }}を使用することである。しかしながら、それぞれのアプローチは異なる仮定に基づいている。ミカエリス・メンテンの平衡解析は、基質が生成物の形成よりもはるかに速い時間スケールで平衡に達する場合、より正確には
{\displaystyle \varepsilon _{d}={\frac {k_{\mathrm {cat} }}{k_{r}}}\ll 1}
の時に妥当である。
対照的にブリッグズ・ホールデン準定常状態解析はもし
{\displaystyle \varepsilon _{m}={\frac {\ce {[E]_{0}}}{[{\ce {S}}]_{0}+K_{\ce {M}}}}\ll 1}
ならば妥当である。
したがって、酵素濃度が基質濃度または{\displaystyle K_{\mathrm {M} }}、あるいはその両方よりもはるかに低い場合に成立する。
ミカエリス・メンテン解析、ブリッグズ・ホールデン解析のいずれにおいても、近似の質は{\displaystyle \varepsilon \,\!}が小さくなるにつれて向上する。しかし、モデル構築の際には、その前提条件を無視してミカエリス・メンテン速度論が用いられることが多い。
重要なことは、不可逆性は扱いやすい解析解を得るために必要な単純化であるが、一般的な場合では生成物の形成は実際には不可逆的ではないということである。酵素反応はより正確には次のように記述される。
{\displaystyle {\ce {E{}+S<=>[{\mathit {k_{f_{1}}}}][{\mathit {k_{r_{1}}}}]ES<=>[{\mathit {k_{f_{2}}}}][{\mathit {k_{r_{2}}}}]E{}+P}}}
一般的に、不可逆性の仮定は、以下のいずれかが真である状況で良い仮定である。
1. 基質の濃度が生成物の濃度よりも非常に大きい。
{\displaystyle {\ce {[S]\gg [P].}}}
これは、標準的なin vitroのアッセイ条件でも真であるし、in vivoの多くの生物学的反応、特に生成物が後続の反応によって継続的に除去される場合にも真である。
2. 反応で放出されるエネルギーが非常に大きい、つまり
{\displaystyle \Delta {G}\ll 0}
この2つの条件が成立しない場合（すなわち、反応が低エネルギーであり、生成物のプールがかなり存在する場合）、ミカエリス・メンテン方程式は破綻し、酵素の生物学を理解するためには、順反応と逆反応をあらわに考慮した、より複雑なモデリングアプローチが必要となる。

## 阻害がある場合のミカエリス・メンテン式
阻害とは何らかの理由で反応が遅くなることで、酵素反応の阻害には
- 基質阻害
- 競合阻害（競争阻害）
- 非競合阻害（非競争阻害）
- 不競合阻害（不競争阻害）
- 混合阻害

などの種類がある。両逆数プロットを使うとこれらを見分けることができる。

### 基質阻害
次の図のように酵素基質複合体がさらに基質と結合して不活性となる場合を言う。
{\displaystyle \mathrm {ES} +\mathrm {S} \,{\overset {K_{\mathrm {ss} }}{\rightleftharpoons }}\,\mathrm {ESS} }
この場合の解離定数は
{\displaystyle K_{\mathrm {ss} }={\frac {[\mathrm {ES} ][\mathrm {S} ]}{[\mathrm {ESS} ]}}}
含まれる酵素種はE、ESとESSの3種類なので、全酵素濃度は
{\displaystyle [\mathrm {E} ]_{0}=[\mathrm {E} ]+[\mathrm {ES} ]+[\mathrm {ESS} ]}
その他の値は迅速平衡法でミカエリス・メンテン式を求めた時のままで連立方程式を作り [ES] を求めると、
{\displaystyle [\mathrm {ES} ]={\frac {[\mathrm {E} ]_{0}[\mathrm {S} ]}{K_{s}+[\mathrm {S} ]+[\mathrm {S} ]^{2}/K_{\mathrm {ss} }}}}
これを v = k+2 [ES] に代入しパラメーターVmax に変えると、
{\displaystyle v={\frac {V_{\mathrm {max} }[\mathrm {S} ]}{K_{s}+[\mathrm {S} ]+[\mathrm {S} ]^{2}/K_{\mathrm {ss} }}}}

### 競合阻害
競合阻害（競争阻害、拮抗阻害とも）とは、基質と阻害剤（以下、I）が酵素の同じ活性中心に結合する場合に起こる阻害のこと。
反応機構は次式の通り。
{\displaystyle \mathrm {E} +\mathrm {S} \,{\overset {K_{s}}{\rightleftharpoons }}\,\mathrm {ES} \,{\overset {k_{+2}}{\longrightarrow }}\,\mathrm {E} +\mathrm {P} }
{\displaystyle \mathrm {E} +\mathrm {I} \,{\overset {K_{i}}{\rightleftharpoons }}\,\mathrm {EI} }
基質と阻害剤の解離定数は
{\displaystyle K_{i}={\frac {[\mathrm {E} ][\mathrm {I} ]}{[\mathrm {EI} ]}}}
含まれる酵素種はE、ESとEIの3種類なので、全酵素濃度は
{\displaystyle [\mathrm {E} ]_{0}=[\mathrm {E} ]+[\mathrm {ES} ]+[\mathrm {EI} ]}
他の値は迅速平衡法で求めた時と同じで連立方程式を作り [ES] を求めると、
{\displaystyle [\mathrm {ES} ]={\frac {[\mathrm {E} ]_{0}[\mathrm {S} ]}{K_{s}(1+[\mathrm {I} ]/K_{i})+[\mathrm {S} ]}}}
これを v = k+2 [ES] に代入しパラメーターVmax に変えると、
{\displaystyle v={\frac {V_{\mathrm {max} }[\mathrm {S} ]}{(1+[\mathrm {I} ]/K_{i})K_{s}+[\mathrm {S} ]}}}

### 非競合阻害
基質と阻害剤が酵素の異なる部位に結合し、両者が互いに他の結合に影響を及ぼさない場合を非競合阻害（非競争阻害、非拮抗阻害とも）という。
反応機構は次の図の通り。
解離定数は、基質が遊離の酵素に結合するときも酵素阻害剤複合体に結合するときも同じで、阻害剤の結合定数も同様なので、
{\displaystyle {\begin{aligned}K_{s}&={\frac {[\mathrm {E} ][\mathrm {S} ]}{[\mathrm {ES} ]}}={\frac {[\mathrm {EI} ][\mathrm {S} ]}{[\mathrm {ESI} ]}}\\K_{i}&={\frac {[\mathrm {E} ][\mathrm {I} ]}{[\mathrm {EI} ]}}={\frac {[\mathrm {ES} ][\mathrm {I} ]}{[\mathrm {ESI} ]}}\end{aligned}}}
反応機構の中にある酵素種はE、ES、EIとESIの4種類なので、全酵素濃度は
{\displaystyle [\mathrm {E} ]_{0}=[\mathrm {E} ]+[\mathrm {ES} ]+[\mathrm {EI} ]+[\mathrm {ESI} ]}
この3つの式で連立方程式を作り、[ES] について求めると、
{\displaystyle [\mathrm {ES} ]={\frac {[\mathrm {E} ]_{0}[\mathrm {S} ]}{(1+[\mathrm {I} ]/K_{i})(K_{s}+[\mathrm {S} ])}}}
これを v = k+2 [ES] に代入しパラメーターVmax に変えると、
{\displaystyle v={\frac {{\frac {V_{\mathrm {max} }}{1+[\mathrm {I} ]/K_{i}}}[\mathrm {S} ]}{K_{s}+[\mathrm {S} ]}}}

### 不競合阻害
基質と阻害剤が酵素の異なる部位に結合するが、阻害剤は遊離の酵素には結合できず、酵素基質複合体のみに結合できる場合を不競合阻害（不競争阻害、不拮抗阻害とも）という。
反応機構は次の図の通り。
解離定数は、
{\displaystyle K_{s}={\frac {[\mathrm {E} ][\mathrm {S} ]}{[\mathrm {ES} ]}}}
{\displaystyle K_{i}={\frac {[\mathrm {ES} ][\mathrm {I} ]}{[\mathrm {ESI} ]}}}
反応機構の中にある酵素種はE、ES、ESIの3種類なので、全酵素濃度は
{\displaystyle [\mathrm {E} ]_{0}=[\mathrm {E} ]+[\mathrm {ES} ]+[\mathrm {ESI} ]}
この3つの式から連立方程式を作り、[ES] について求めると、
{\displaystyle [\mathrm {ES} ]={\frac {[\mathrm {E} ]_{0}[\mathrm {S} ]}{K_{s}+(1+[\mathrm {I} ]/K_{i})[\mathrm {S} ]}}}
これを v = k+2 [ES] に代入しパラメーターVmax に変えると、
{\displaystyle v={\frac {{\frac {V_{\mathrm {max} }}{1+[\mathrm {I} ]/K_{i}}}[\mathrm {S} ]}{{\frac {K_{s}}{1+[I]/K_{i}}}+[\mathrm {S} ]}}}

## 定数の決定
定数{\displaystyle V_{\max }}および{\displaystyle K_{\mathrm {M} }}を決定する典型的な方法は、基質濃度 {\displaystyle [S]} を変化させて酵素アッセイを行い、初期反応速度 {\displaystyle v_{0}}を測定することである。ここでいう「初期」とは、比較的短い時間後に反応速度を測定することを意味し、その間、酵素-基質複合体は形成されているが、基質濃度はほぼ一定であり、平衡または準定常近似が有効であると仮定している。反応速度を濃度に対してプロットし、ミカエリス-メンテン方程式の非線形回帰を用いることで、パラメータを得ることができる。
非線形回帰を行うための計算機が利用できるようになる前は、方程式の線形化を伴うグラフ的な方法が用いられていた。イーディー＝ホフステー図、ヘインズ＝ウルフプロット、ラインウィーバー＝バークプロットなどが提案されており、これらの中ではヘインズ＝ウルフプロットが最も正確である。しかし、これら3つの方法は、可視化のためには有用であるが、データの誤差構造を歪めてしまい、非線形回帰には劣る。 {\displaystyle v_{0}}について同様の誤差{\displaystyle dv_{0}}を仮定した場合、逆数表現では、{\displaystyle 1/v_{0}}について{\displaystyle dv_{0}/v_{0}^{2}}の誤差が生じる（不確かさの伝播）。{\displaystyle dv_{0}}の値の適切な見積りなしには、線形化を避けるべきである。また、最小二乗法を用いた回帰分析は、誤差が正規分布していることを前提としているが、これは{\displaystyle v_{0}}の値を変換した後は妥当ではない。にもかかわらず、現代の文献にはまだこれらの線形変換手法の使用が見られる。
その他、歴史的にはコーニッシュボーデンの直接的直線プロットが知られている。
1997年、サンティアゴ・シュネルとClaudio Mendozaは、ミカエリス・メンテン反応速度論の経時的反応速度解析のために、ランベルトのW関数の解に基づいた閉形式解を提案した。
{\displaystyle {\frac {[{\ce {S}}]}{K_{\mathrm {M} }}}=W(F(t))}
上式においてWはランベルトのW関数、
{\displaystyle F(t)={\frac {[{\ce {S}}]_{0}}{K_{\mathrm {M} }}}\exp \!\left({\frac {[{\ce {S}}]_{0}}{K_{\mathrm {M} }}}-{\frac {V_{\max }}{K_{\mathrm {M} }}}\,t\right)}
である。
上記の方程式は経時データから{\displaystyle V_{\max }}と{\displaystyle K_{\mathrm {M} }}を推定するために使うことができる。